# 립스코군

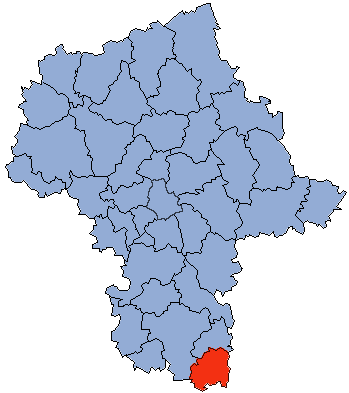
마조프셰주 지도에 표시된 립스코군의 위치

립스코군(폴란드어: powiat lipski)은 폴란드 마조프셰주에 위치한 군으로 군청 소재지는 립스코이며 면적은 747.58km2, 인구는 34,028명(2019년 기준), 인구 밀도는 46명/km2이다.
북쪽으로는 즈볼렌군, 동쪽으로는 루블린주 오폴레군, 남쪽으로는 시비엥토크시스키에주 오파투프군, 남서쪽으로는 시비엥토크시스키에주 오스트로비에츠군, 서쪽으로는 시비엥토크시스키에주 스타라호비체군, 북서쪽으로는 라돔군과 접한다. 6개 지방 자치체(1개 도시형 농촌, 5개 농촌)를 관할한다.

군기
군 문장